# 고지부아구

코트디부아르 고지부아구

고지부아구(프랑스어: District du Gôh-Djiboua)는 코트디부아르 남부에 위치한 구로 행정 중심지는 가뇨아이며 면적은 15,700km2이다. 북쪽으로는 사산드라마라우에구, 야무수크로 자치구, 북동쪽으로는 라크구, 동쪽과 남동쪽으로는 라귄구, 남서쪽으로는 바사산드라구와 접한다.

## 신설
2011년 코트디부아르의 행정 구역 개편으로 고지부아구가 신설되었다. 이 지역의 영토는 이전의 쉬드방다마주와 프로마제주를 병합하여 구성되었다.

## 행정 구역
2개 주, 5개 도를 관할한다.
- 고주
  - 가뇨아도
  - 우메도
- 로지부아주
  - 디보도
  - 라코타도
  - 기트리도

## 인구
2021년 인구 조사에 따르면 고지부아구의 인구는 2,088,440명이다. 인구 밀도는 2021년 인구 조사 기준으로 133.02명/km2이다.